# Viktória Mihályvári-Farkas
Viktória Mihályvári-Farkas (* 26. November 2003 in Budapest) ist eine ungarische Schwimmerin. Bei Europameisterschaften erschwamm sie bis 2024 eine Goldmedaille und zwei Silbermedaillen auf der 50 Meter-Bahn.

## Sportliche Karriere
Viktória Mihályvári-Farkas schwimmt für Ferencváros Budapest.
Bei den Junioreneuropameisterschaften 2018 belegte Mihályvári-Farkas den vierten Platz über 1500 Meter Freistil. Im Jahr darauf bei den Junioreneuropameisterschaften 2019 in Kasan erreichte Viktória Mihályvári-Farkas den vierten Platz über 800 Meter Freistil. Über 400 Meter Lagen wurde sie Zweite hinter der Spanierin Alba Vázquez. Über 1500 Meter Freistil erschwamm Viktória Mihályvári-Farkas die Bronzemedaille. Anderthalb Monate später war Budapest Austragungsort der Juniorenweltmeisterschaften 2019. Viktória Mihályvári-Farkas wurde Sechste über 400 Meter Lagen, auf den beiden langen Freistildistanzen erreichte sie jeweils den fünften Platz.
Im März 2021 gewann Viktória Mihályvári-Farkas den ungarischen Meistertitel über 1500 Meter Freistil. Im Mai 2021 bei den Europameisterschaften in Budapest siegte die Ungarin Katinka Hosszú über 400 Meter Lagen mit über zwei Sekunden Vorsprung vor den zeitgleichen Viktória Mihályvári-Farkas und Aimee Willmott aus dem Vereinigten Königreich. Über 1500 Meter Freistil belegte Viktória Mihályvári-Farkas den sechsten Platz. Wie die Europameisterschaften waren auch die Olympischen Spiele in Tokio wegen der COVID-19-Pandemie ins Jahr 2021 verschoben worden. Über 400 Meter Lagen erreichte Viktória Mihályvári-Farkas das Finale und belegte den sechsten Rang unmittelbar hinter Katinka Hosszú. Am Tag nach dem Finale über 400 Meter Lagen wurden die Vorläufe über 1500 Meter Freistil ausgetragen. Mihályvári-Farkas schwamm die zwölftbeste Zeit unter 33 Teilnehmerinnen.
2022 fanden zunächst die Weltmeisterschaften in Budapest statt. Viktória Mihályvári-Farkas wurde 12. in den Vorläufen über 1500 Meter Freistil. Über 400 Meter Lagen verfehlte sie als Vorlaufneunte den Finaleinzug um 0,47 Sekunden. Katinka Hosszú war als Viertplatzierte die einzige Europäerin im Endlauf. Anderthalb Monate später bei den Europameisterschaften in Rom gewann Viktória Mihályvári-Farkas über 400 Meter Lagen den Titel mit über zwei Sekunden Vorsprung vor ihrer Landsfrau Zsuzsanna Jakabos. Katinka Hosszú war die viertbeste Vorlaufzeit geschwommen, aber nur die beiden besten Ungarinnen durften im Finale antreten. Über 1500 Meter Freistil siegte die Italienerin Simona Quadarella mit acht Sekunden Vorsprung vor Mihályvári-Farkas, die ihrerseits zehn Sekunden vor der drittplatzierten Italienerin Martina Caramignoli anschlug. Über 400 Meter Freistil fehlten Viktória Mihályvári-Farkas als Neuntschnellster der Vorläufe 1,42 Sekunden für die Finalteilnahme.
2023 bei den Weltmeisterschaften in Fukuoka schied Viktória Mihályvári-Farkas über 1500 Meter Freistil als 19. der Vorläufe und über 400 Meter Lagen als 10. der Vorläufe aus. 2024 bei den Europameisterschaften in Belgrad schwamm Viktória Mihályvári-Farkas die drittbeste Vorlaufzeit über 400 Meter Lagen und schied aus, weil mit Vivien Jackl und Zsuzsanna Jakabos zwei Ungarinnen schneller waren. Über 1500 Meter Freistil war Mihályvári-Farkas die Vorlaufschnellste. Im Finale unterbot sie ihre Vorlaufzeit um zwei Sekunden, belegte damit aber nur den vierten Platz mit 2,3 Sekunden Rückstand auf die Drittplatzierte. Im Dezember 2014 war Budapest Austragungsort der Kurzbahnweltmeisterschaften 2024. Viktória Mihályvári-Farkas schwamm die 16. Zeit über 1500 Meter Freistil.